# Hippolyte Louis Joseph Olivier de Gérente
Pour les articles homonymes, voir Olivier (homonymie).
Hippolyte Louis Joseph Olivier de Gérente (11 juin 1782 à Pernes-les-Fontaines (Vaucluse), France - 7 mai 1856 à Paris), est un homme politique français du XIXe siècle.

## Biographie
Il entre sous le Premier Empire dans l'administration des Eaux et Forêts, où il remplit les fonctions d'inspecteur.
Sous le gouvernement de Louis-Philippe Ier, il devient directeur du domaine privé. 
Candidat une première fois, sans succès, à la députation dans le 3e collège de Vaucluse (Carpentras), où il recueille 69 voix, contre 72 à M. Bernardi, élu, il entre à la Chambre des députés, le 4 novembre 1837, comme député de la même circonscription, élu par 111 voix (182 votants, 209 inscrits).
M. de Gérente prend place au centre, fait partie de la majorité conservatrice et est réélu le 2 mars 1839, par 103 voix (165 votants, 211 inscrits).
« Demandez donc, disait un biographe parlementaire, à un administrateur du domaine privé de voter contre la cour ? Est-ce que l'on doit placer les gens entre leur conscience et leur intérêt, entre leur devoir envers leur pays et ce qu'ils doivent à leur fonction ? M. de Gérente a dû faire son choix dans cette alternative, et c'est le pays qui a été sacrifié ; tous ses votes ont été donnés au ministère. »
Non réélu le 9 juillet 1842, le député de Carpentras reparaît au Palais Bourbon le 1er août 1846, renommé par 131 voix (238 votants, 274 inscrits), contre 26 à M. Bernardi et 78 à M. Floret. Il soutient de ses votes la politique de Guizot, jusqu'à la révolution de 1848, qui le rend à la vie privée.
M. de Gérente est admis à la retraite, comme ancien administrateur du domaine privé le 10 mars 1855.

### Vie familiale
Il est le fils de Joseph Fiacre Olivier de Gérente (30 août 1744 - Mollans (Drôme) ✝ 21 juin 1837 - Avignon), député de la Drôme à l'Assemblée législative (1791-1792) (5 septembre 1792), député des Bouches-du-Rhône puis de Vaucluse à la Convention nationale, député de la Drôme au Conseil des Anciens (an IV), membre du collège électoral de Vaucluse, député du département de Vaucluse (département) à la Chambre des représentants (13 mai 1815), et de Marie Thérèse Peyre.

## Fonctions
- administrateur du domaine privé de Louis-Philippe Ier ;
- Député, élu par le 3e collège de Vaucluse, de la circonscription de Carpentras :
  - 4 novembre 1837, réélu le 2 mars 1839 - 9 juillet 1842 ;
  - 1er août 1846 - 1848
- Admis à la retraite, comme ancien administrateur du domaine privé le 10 mars 1855.

## Titres
- 2e baron Olivier de Gérente.

## Règlement d'armoiries
« De sable au rocher de trois coupeaux d'argent mouvant de la pointe, sommé d'un olivier au naturel, surmonté d'une étoile d'or, posée au deuxième point du chef ; au canton des barons membres du collège électoral. »